# 25 Dywizja Grenadierów SS (1 węgierska) „Hunyadi”
25 Dywizja Grenadierów SS (1 węgierska) „Hunyadi” – ochotnicza jednostka wojskowa Waffen-SS złożona z Węgrów podczas II wojny światowej.
Formowanie dywizji rozpoczęto w kwietniu 1944 roku na Węgrzech, potem przeniesiono ją do Neuhammer, ale nigdy go nie ukończono. Brała udział w styczniowych walkach na Śląsku. Miała być pierwszą całkowicie węgierską dywizją SS (Węgrzy służyli już w Dywizji "Maria Theresia"). Dywizja dostała się do niewoli amerykańskiej w Salzkammergut, ale została wydana Węgrom.
Nazwa dywizji pochodzi od węgierskiego rodu magnackiego Hunyady.

## Dowódcy
- Standartenführer Thomas Müller (listopad 1944)
- Gruppenführer Josef Grassy (listopad 1944 – 8 maja 1945)

## Skład
- 61 Pułk Grenadierów SS (1. węgierski)
- 62 Pułk Grenadierów SS (2. węgierski)
- 63 Pułk Grenadierów SS (3. węgierski)
- 25 Pułk Artylerii SS (dwie baterie)
- 25 Batalion Łączności SS
- 25 Dywizjon Przeciwpancerny SS (bateria)
- jednostki dywizyjne

## Dowódcy dywizji
- Oberführer Thomas Müller (listopad 1944)
- Gruppenführer József Grassy (listopad 1944 – 8 maja 1945)